# Ezequiel González
Pour les articles homonymes, voir González.
Ezequiel González est un footballeur argentin évoluant au poste de milieu de terrain. Il est né le 10 juillet 1980 à Rosario (Argentine) et évolue depuis janvier 2011 au LDU Quito.

## Biographie

### Premier passage à Rosario Central
Ezequiel commence sa carrière professionnelle à Rosario Central à l'âge de 17 ans à l'occasion d'une rencontre du tournoi d'ouverture 1997 face à Independiente de Avellaneda (victoire 4-0) où Miguel Ángel Russo le fait entrer en seconde période en lieu et place de Marcelo Carracedo au stade Gigante de Arroyito.  
En 1998, alors dirigé par Edgardo Bauza, il est directement responsable du bon parcours de son équipe en  Copa Conmebol qui verra le club de Rosario atteindre la finale de la compétition. En 1999, grâce aux ventes de Walter Gaitán à Villarreal et de Marcelo Carracedo à l'université pontificale catholique du Chili, il prend encore plus de poids dans le jeu de l'équipe et devient un titulaire indiscutable dans l'équipe première. Il forme alors un duo mémorable avec Ivan Moreno y Fabianesi. Cette même année, Rosario Central termine vice-champion du championnat argentin de première division avec 43pts. Dans une équipe où l'on compte des joueurs tels que Juan Antonio Pizzi, Iván Moreno, José María Buljubasich et Ricardo Canals, Ezequiel s'impose comme une valeur sûre du club.
En 2001, il est l'un des joueurs clés de l'équipe conduite par Edgardo Bauza qui atteint la demi-finale de la  Copa Libertadores, mais échoue face aux mexicains de Cruz Azul.

### Vente à la Fiorentina
En juillet 2001, il est transféré à la Fiorentina pour un montant avoisinant les 5 M$. Son passage en Italie reste toutefois un échec et le joueur doit se résoudre à quitter le Calcio après seulement une saison et 1/2.

### Retour en Argentine
En janvier 2003, il est prêté pour six mois au Boca Juniors de Carlos Bianchi. Avec les xeneizes, Ezequiel remporte la Copa Libertadores 2003, après avoir notamment inscrit un but face à l'Independiente Medellín lors de la première phase. Il ne parvient malgré tout pas à convaincre ses dirigeants et quitte Boca à la fin de la saison. 

### Deuxième passage à Rosario
En août 2003, Ezequiel González est prêté pour 6 mois à son club de cœur : Rosario Central où l'entraîneur de ses débuts en première division, Miguel Ángel Russo, le voulait pour l'équipe qu'il était en train de monter. Aux côtés de Gustavo Barros Schelotto, Mariano Herrón et Pablo Sánchez il forme un milieu de terrain très offensif et obtient la 4e place du tournoi d'ouverture 2003. Alors qu'il effectue toute la préparation avec Rosario, il ne parvient pas à trouver un accord contractuel avec Pablo Scarabino, l'ex président du club et décide de s'engager avec les grecs du Panathinaikos.

### Ses années grecques
En janvier 2004, Ezequiel signe un contrat de deux ans et demi avec le Panathinaikos, et met ainsi un terme à son contrat avec les italiens de la Fiorentina. Avec le club athénien, il réalise le doublé Coupe-championnat lors de la saison 2003-2004. En 2006, il est victime d'une rupture des ligaments croisés qui l'empêche de jouer durant neuf mois.

### Troisième passage à Rosario Central
En juillet 2008, L'argentin quitte la Grèce et s'engage pour la troisième fois de sa carrière avec Rosario Central pour une saison, le temps de disputer les tournois d'ouverture 2008 et de fermeture 2009. 

### Fluminense
Libre de tout contrat, il choisit de s'engager avec le club brésilien de Fluminense avec qui, en dépit d'un temps de jeu réduit, il remporte le championnat du Brésil.

### Liga Deportiva Universitaria
Il est alors recruté par son ancien entraîneur, Edgardo Bauza, qui souhaite l'engager pour remplacer l'Uruguayen Juan Manuel Salgueiro, parti renforcer San Lorenzo.

## Palmarès
- Copa Libertadores : 1

Boca Juniors : 2003
- Championnat grec : 1

Panathinaikos : 2003-2004
- Coupe de Grèce : 1

Panathinaikos : 2003-2004
- Championnat du Brésil : 1

Fluminense : 2010